# Spoorlijn Sittard - Born
De spoorlijn Sittard – Born is een goederenspoorlijn van station Sittard naar de haven van Born aan het Julianakanaal. De spoorlijn loopt via de Sittardse wijk Limbrichterveld, door het dorp Limbricht, tussen de oude kern van Born en de wijk Hondsbroek, langs het dorp Buchten naar het bedrijventerrein Holtum-Noord. Vijf bedrijven hebben een spooraansluiting op de lijn, waarvan er twee wekelijks worden gebruikt: de staalhandel van ArcelorMittal en het steenkoolbedrijf Enerco.

## Geschiedenis
De lijn is door de Limburgsche Tramweg-Maatschappij aangelegd als onderdeel van de tramlijn Roermond – Echt – Born – Sittard en kwam in 1931 gereed. Dat de lijn voor trams is aangelegd, blijkt uit het feit dat deze dwars door zowel de kern van Limbricht als de kern van Born gaat. Slechts twee jaar na opening wordt het stuk tussen Sittard en Buchten door de Staatsspoorwegen overgenomen voor 750.000 gulden. De lijn is daarna omgebouwd als goederenspoorlijn om de havens van het juist gereedgekomen Julianakanaal te verbinden met het spoorwegennet. Doel was de lucratieve afvoer van steenkool van de particuliere mijnen in Limburg en de Staatsmijn Wilhelmina. De steenkool van de overige staatsmijnen in Limburg ging via haar eigen Mijnspoor Staatsmijn Maurits - Staatsmijn Hendrik en werd in de haven van Stein overgeladen op binnenvaartschepen. Tijdens de ombouw van de lijn is in 1934 de huidige boog ten noorden van station Sittard met aansluiting aan de westzijde van het station gemaakt. In de jaren ervoor kwam de tramlijn ter hoogte van de Akkerstraat op de Tunnelstraat en liep door de tunnel naar de voorkant van het station. Dit was zo gemaakt omdat er plannen waren om de tramlijn aan te laten sluiten op de tramlijn Sittard-Heerlen. In Born waren tien sporen, vervolgens een enkelsporige rangeerheuvel en daarna vier havensporen. Wagon voor wagon werd via de twee kolentips geheven en in een keer in een binnenvaartschip geleegd. De laatste lading is op 20 november 1974 getipt en kwam uit de Oranje-Nassaumijnen. Deze lading is naar Richemont in Frankrijk gevaren. In 1962 kwam de Franciscushaven gereed en is de lijn naar deze haven verlengt vanaf de NS-Overslaghaven. Ook kwam er een verbinding naar industrieterrein Holtum-Noord. Dit is nog te zien aan de afwijkende hectometerpaaltjes op dit stuk.

## Verloop van de spoorbaan
De lijn loopt van de westkant van station Sittard over een spoordijk naar maaiveldhoogte en vervolgens naar Limbricht. Daar loopt hij over de Platz in het centrum langs de Oude Sint-Salviuskerk op een vlak stuk juist ten noorden van de Feldbissbreuk. Vervolgens loopt de lijn door Born, waar er vanaf km 4,7 een emplacement met zes sporen is. De lijn wordt in 2019 tot de aftakking bij ArcelorMittal gebruikt. Daarna loopt hij nog ongeveer anderhalve kilometer door met een aftakking halverwege naar het terrein van de autodistributeur Koopman. Sinds begin 2019 eindigt de lijn een stuk noordelijker op het industrieterrein bij twee stootblokken. De provincie Limburg heeft in 2017 een spooraansluiting onderzocht van de spoorlijn Roermond – Sittard naar VDL NedCar in Born. Deze verbinding zou een hogere capaciteit hebben en inwoners langs de huidige lijn in Sittard, Limbricht, Born en Buchten zouden geen geluidsoverlast meer hebben van de treinen op de huidige spoorlijn. Het plan voor deze nieuwe spoorlijn is echter niet uitgevoerd.

## Spooraansluiting Enerco
De spoorverbinding van de oostkade van de NS-overslaghaven is aangelegd tijdens de hoogtijdagen van de Limburgse steenkool. Tussen 1935 en 1974 werden kolen uit de Oostelijke Mijnstreek hier overgeladen op binnenvaartschepen. Na sluiting van de Nederlandse mijnen heeft Enerco zich hier ontwikkeld. Het bedrijf krijgt per binnenvaartschip Colombiaanse steenkool aangevoerd uit Vlissingen en de haven van Amsterdam en vroeger ook per trein uit Amsterdam. Deze steenkool wordt met kraan en grijper overgeladen. De kool is via dagbouw gewonnen en dagbouwmijnen hebben doorgaans geen kolenwasserij. In Born wordt de steenkool daarom gewassen en gesorteerd op grootte. Deze kool wordt zowel via binnenvaartschip, vrachtwagen en trein afgevoerd. De treinen gaan naar industriële klanten zoals in Bressoux bij Luik, en Avignon in Frankrijk. Vanaf 1996 werd steenkool per trein afgevoerd door middel van wagenladingvervoer. Deze steenkool was bestemd voor de siliciumindustrie in Duitsland, Frankrijk en Italië. In 1999 werd dit spoorvervoer gestaakt wegens gebrek aan rijdend spoormaterieel en wanprestaties van de SNCF. Vanaf maart 2007 wordt er weer regelmatig steenkool per trein afgevoerd naar Anglefort en Marseille. Van juni 2008 tot oktober 2009 worden de kolen met de gehuurde locomotief 6602 tweemaal per week naar station Ronet in Wallonië gebracht. Daarna doet DB Schenker Rail Nederland de bediening en vanaf 2012 is dit Captrain. In de jaren hierna worden de kolen driemaal per week afgevoerd.

## Spooraansluiting Staalhandel ArcelorMittal
De tweede klant voor deze spoorlijn is Staalhandel ArcelorMittal, voorheen Lommaert, aan de westkant van de Franciscushaven. DB Cargo brengt hier staalprofielen uit Frankrijk en Luxemburg en gaat met lege wagons weer terug naar Sittard. Een van de leveranciers is het staalbedrijf van ArcelorMittal in het Luxemburgse Esch-sur-Alzette.

## Spooraansluiting Broekman
Broekman Logistics ligt op dezelfde plaats als het oude emplacement van Born en de kade met kolentips. Het aantal sporen aan de kade is in de loop van jaren teruggebracht tot twee. Tot 1992 kwam er elke dag een trein uit de Botlek met Mazda’s. In mei 2004 werd er nog een trein met auto’s beladen en door Railion meegenomen. Tot slot bracht Locon eind 2014 nog 25 treinen met Dacia’s.

## Spooraansluiting Koopman
Via de spooraansluiting van Koopman Automotive Solutions worden auto’s aangevoerd. In 1996 waren dit wekelijks twee wagons met Chryslers. In 2001 kwamen er nog enkele treinen met auto’s. In 2002 werden er uit Keulen en in 2003 uit Oostenrijk auto’s aangevoerd, die vervolgens naar de verschillende Noordzeehavens doorgevoerd zijn. In 2004 en 2005 worden Smarts uit de NedCarfabriek naar Polen afgevoerd en in 2007 Mitsubishi’s naar de zeehaven van Brugge. In de jaren erna rijden er nog sporadisch treinen naar Koopman om auto’s aan te voeren. Dit was bijvoorbeeld op 9 december 2015 met een trein met Fords. Het blijft bijna 5 jaar stil op deze aansluiting, als op 16 oktober 2020 Rail Force One een trein van 21 wagons aanvoert, welke beladen zijn met auto's van Mercedes-Benz, van het type GLC coupe/GLE coupe. Op 28 oktober 2020 en 9 november 2020 wordt Koopman weer bediend door RFO met auto's van het merk Mercedes.

## Rail Terminal Born
Op 3 september 1996 komt aan het einde van de lijn een containerterminal gereed. Op zes sporen worden containers op de trein geladen. Tot 1999 is er een lijnverbinding naar Italië. Vanaf 1997 worden er ook containers met kunststofgranulaat geladen voor vervoer naar de Europoort en de Waalhaven in Rotterdam. Daarnaast worden er tussen november 1998 en oktober 2007 containers afgevoerd naar de haven van Antwerpen. Verder komt er in 1999 wekelijks een trein uit Stade in Duitsland met kunststofkorrels voor DSM in Genk. In 2001 wordt voor dit laatste vervoer overgestapt op wegvervoer. Vanaf begin 2006 gaan de treinen met containers met de bestemming haven van Rotterdam via de haven van Stein en niet meer via Born. Daarna wordt de spoorverbinding naar RTB minder gebruikt en op 18 april 2017 worden de laatste wagons verwijderd. Eind 2018 zijn de zes sporen opgebroken. Enkele meters ten westen van de terminal zijn toen twee nieuwe sporen gelegd. Sinds begin 2019 eindigt de spoorlijn hier bij twee stootblokken. Op de locatie van de oorspronkelijke sporen staat nu een groot magazijn.

## Afbeeldingen

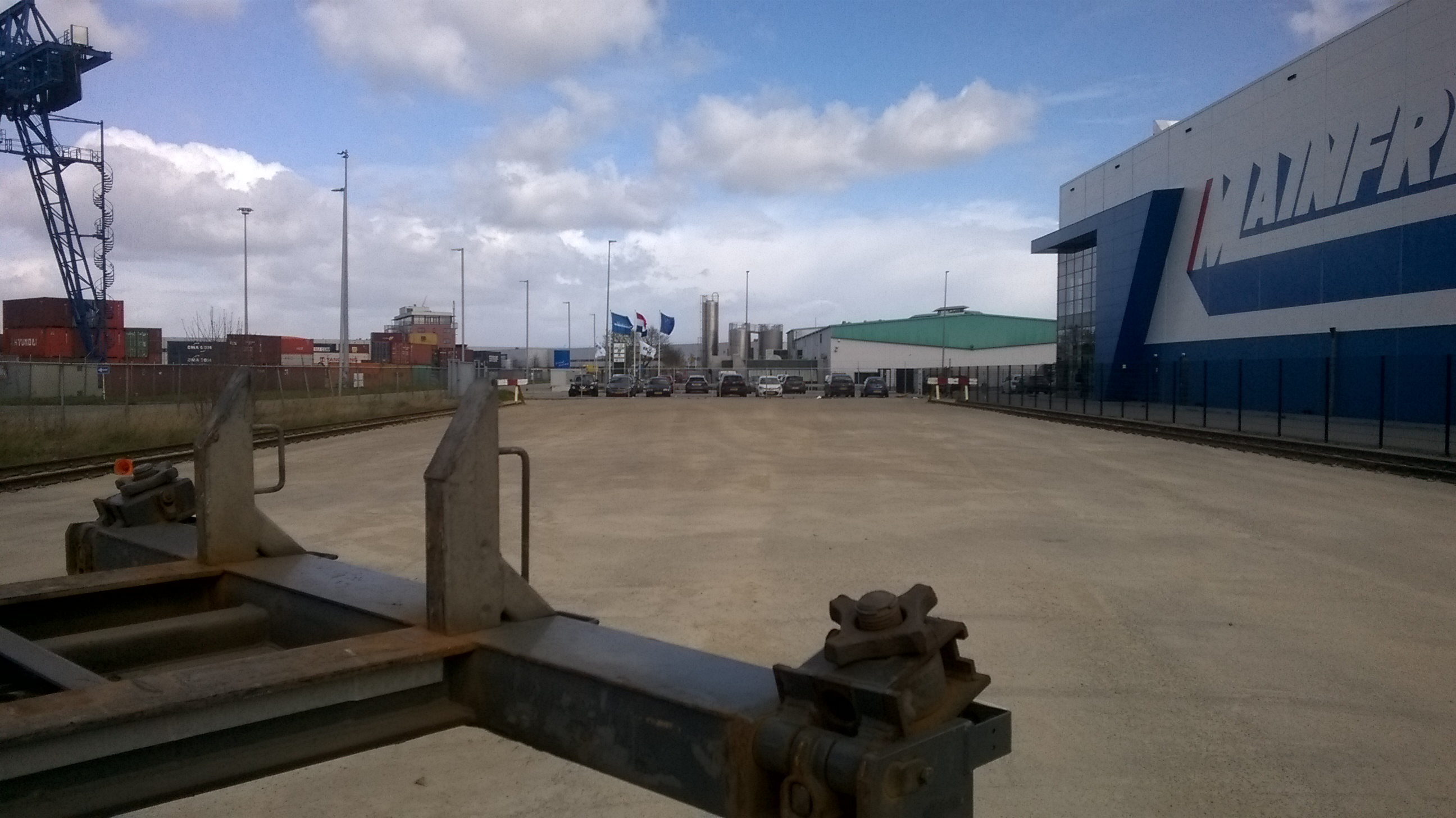
Twee stootblokken aan het einde van de lijn in Holtum-Noord
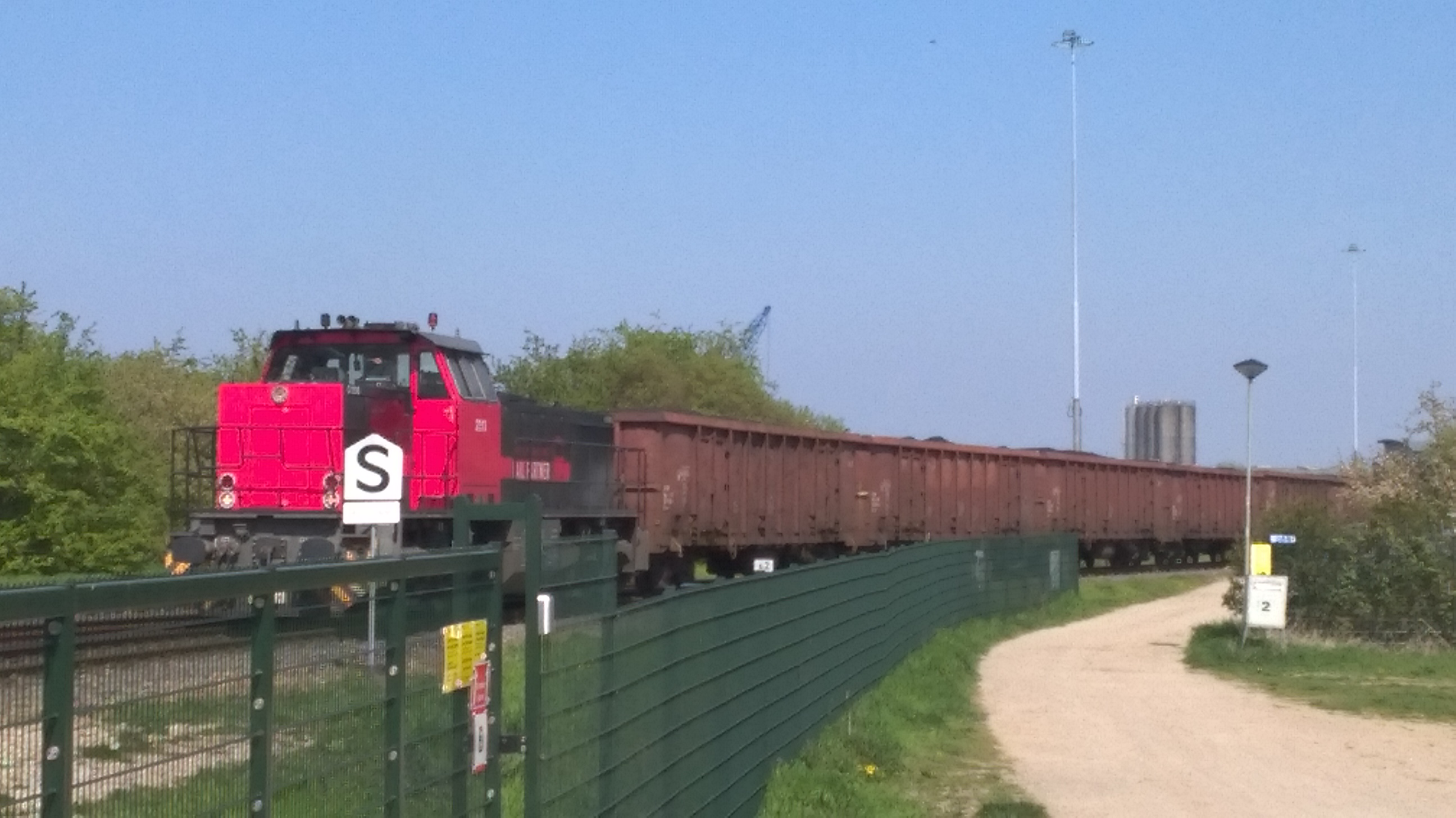
De kolentrein van Enerco is net vertrokken
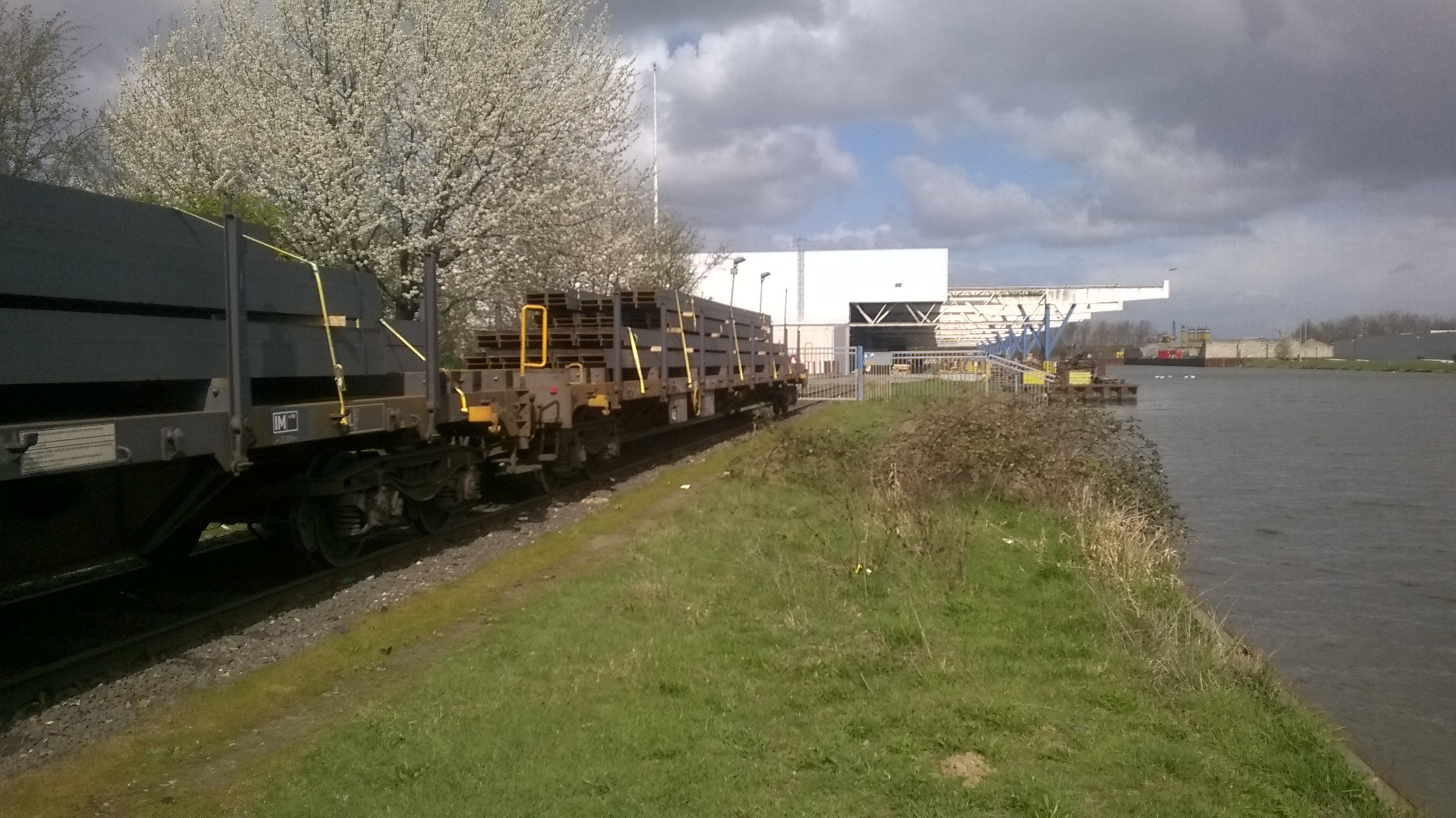
Staalhandel ArcelorMittal Franciscushaven, op de voorgrond een trein met staalprofielen
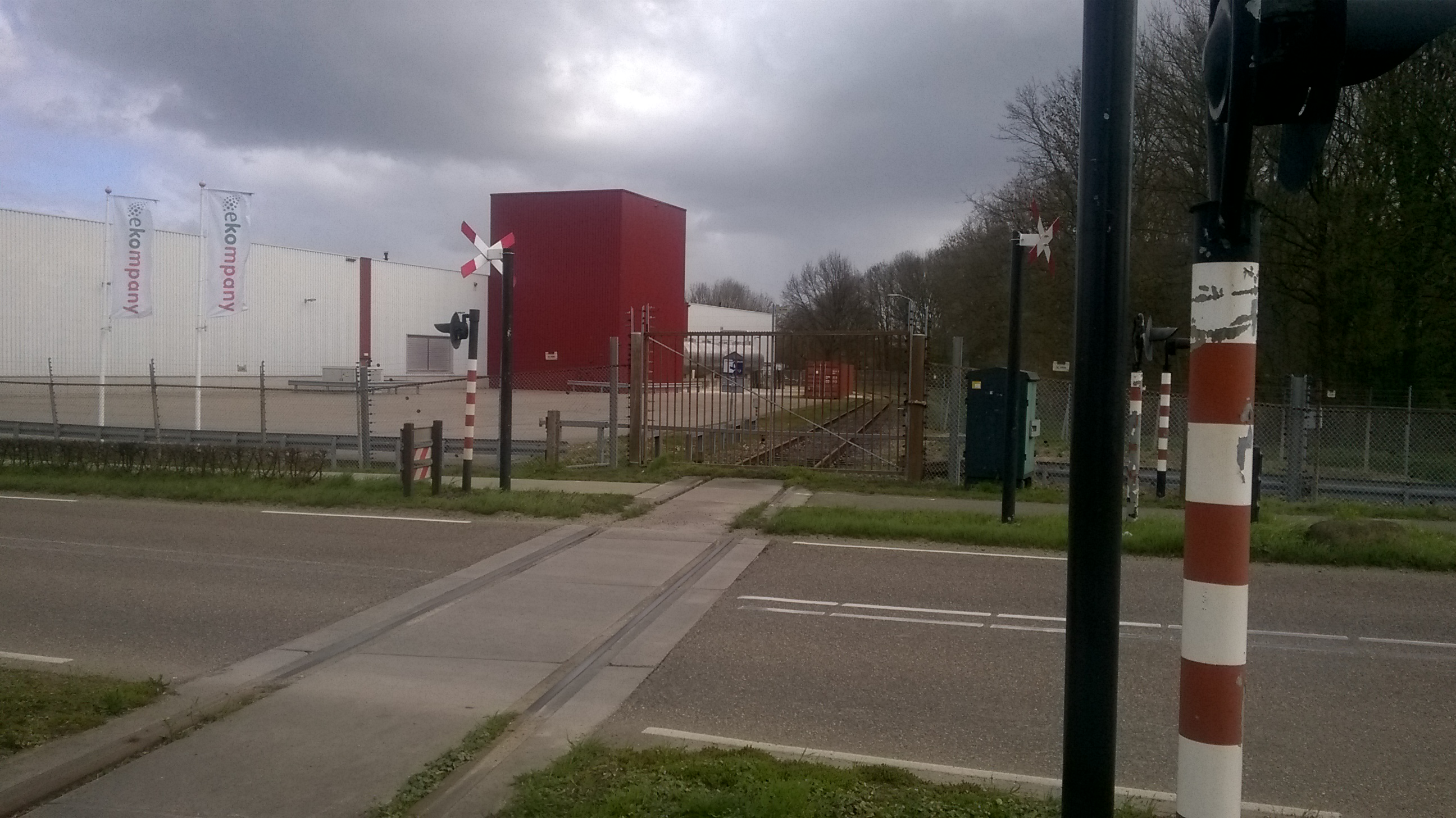
Spooraansluiting Koopman Auto’s
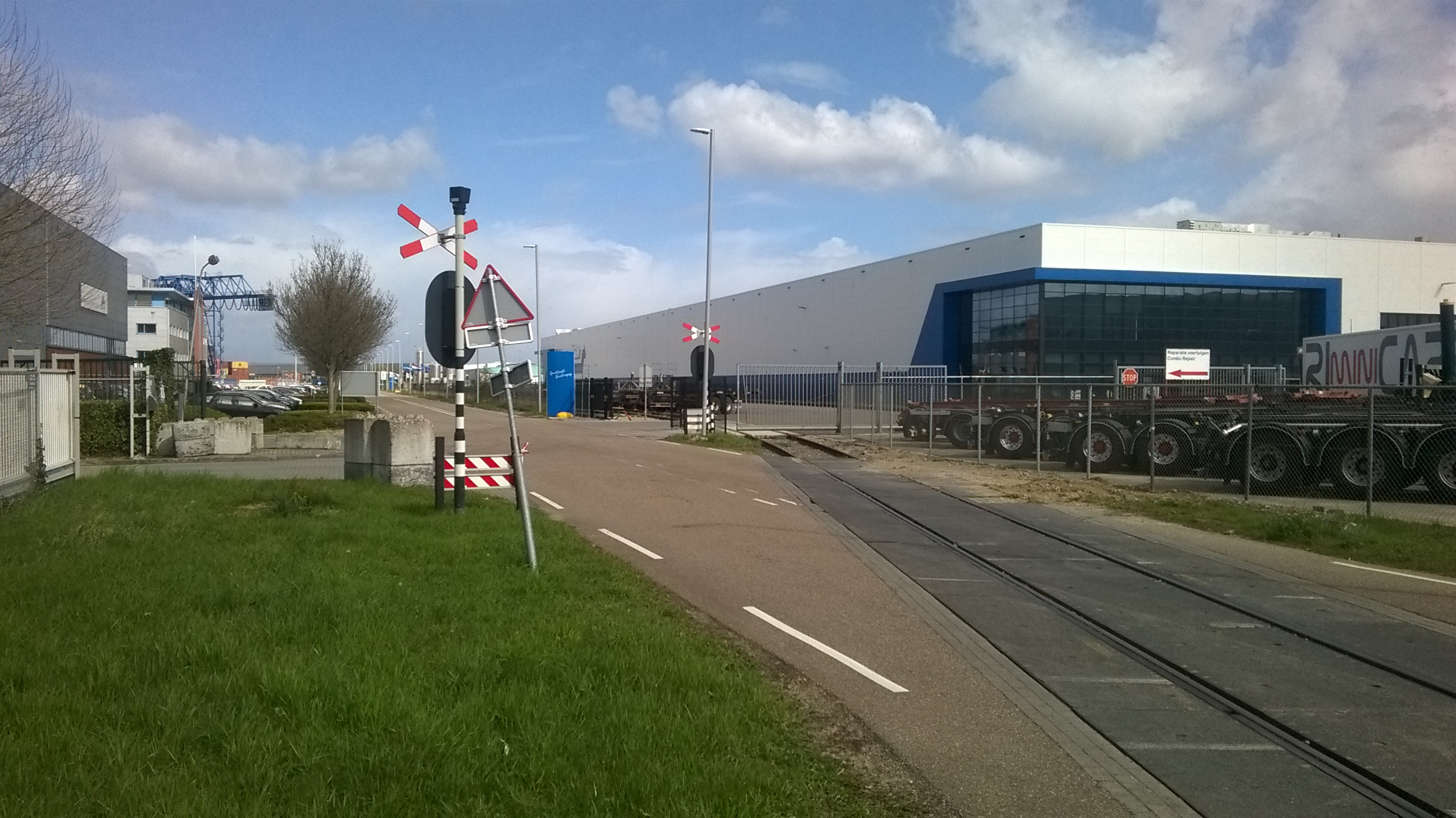
De sporen van de Rail Terminal Born lagen op de plaats van de witte loods